# Ghiacciaio Struma
Il Ghiacciaio Struma (in lingua bulgara: ледник Струма, Lednik Struma; in lingua inglese: Struma Glacier) è un ghiacciaio antartico, che si estende per 4,8 km in lunghezza e per 1,5 km in larghezza, situato nel settore orientale dell'Isola Livingston, che fa parte delle Isole Shetland Meridionali, in Antartide. 

## Caratteristiche
È situato a sud della porzione inferiore del Ghiacciaio Kaliakra, a nord del Ghiacciaio Huron.
È delimitato a nord da Melnik Ridge, a ovest da Yankov Gap, a sud da Bowles Ridge; fluisce in direzione est per andare a sfociare nella Moon Bay a sud di Sindel Point e a nord di Elemag Point. 
Fu attraversato per la prima volta il 28 dicembre 2004 dai bulgari Lyubomir Ivanov e Doychin Vasilev partiti dal Campo Accademia nel corso della campagna di rilevazioni Tangra 2004/05.

## Denominazione
La denominazione è stata assegnata nel 2004 dalla Commissione bulgara per i toponimi antartici in riferimento al fiume Struma che scorre nella parte meridionale della Bulgaria. Il ghiacciaio fa parte del percorso di terra tra Pirdop Gatee Yankov Gap.

## Localizzazione
Il ghiacciaio è centrato alle coordinate 62°36′25″S 60°07′00″W.
Mappatura spagnola (con particolare dettaglio per la parte inferiore) da parte del Servicio Geográfico del Ejército nel 1991; 
Rilevazione topografica bulgara sulla base dei dati della campagna di rilevazione Tangra 2004/05 e mappatura nel 2005 e 2009. 

## Mappe
- L.L. Ivanov et al. Antarctica: Livingston Island and Greenwich Island, South Shetland Islands. Scale 1:100000 topographic map. Sofia: Antarctic Place-names Commission of Bulgaria, 2005.
- L.L. Ivanov. Antarctica: Livingston Island and Greenwich, Robert, Snow and Smith Islands. Scale 1:120000 topographic map. Troyan: Manfred Wörner Foundation, 2010. ISBN 978-954-92032-9-5 (First edition 2009. ISBN 978-954-92032-6-4)
- Antarctic Digital Database (ADD). Scale 1:250000 topographic map of Antarctica. Scientific Committee on Antarctic Research (SCAR). Since 1993, regularly upgraded and updated.
- L.L. Ivanov. Antarctica: Livingston Island and Smith Island. Scale 1:100000 topographic map. Manfred Wörner Foundation, 2017. ISBN 978-619-90008-3-0